# 아쿼버스

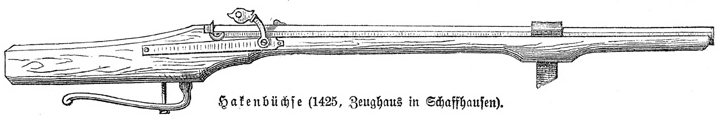
아쿼버스

아르카부스(포르투갈어: arcabuz, 스페인어: arcabuz) 또는 아쿼버스(영어: arquebus)/하쿼버스(영어: harquebus) 혹은 아케부스(독일어: Arkebuse)는 15세기에서 17세기에 걸쳐 사용된 원시적인 전장식 화기이다. 그 이전형인 핸드 캐넌과 비교했을 때 화승을 사용했다는 점이 특징이었고, 후기 발전형인 머스킷과 유사하게 강선이 없는 활강총포였다. 아쿼버스는 라이플을 비롯한 장거리 화기의 선구자적 존재이다.

## 작동 기작

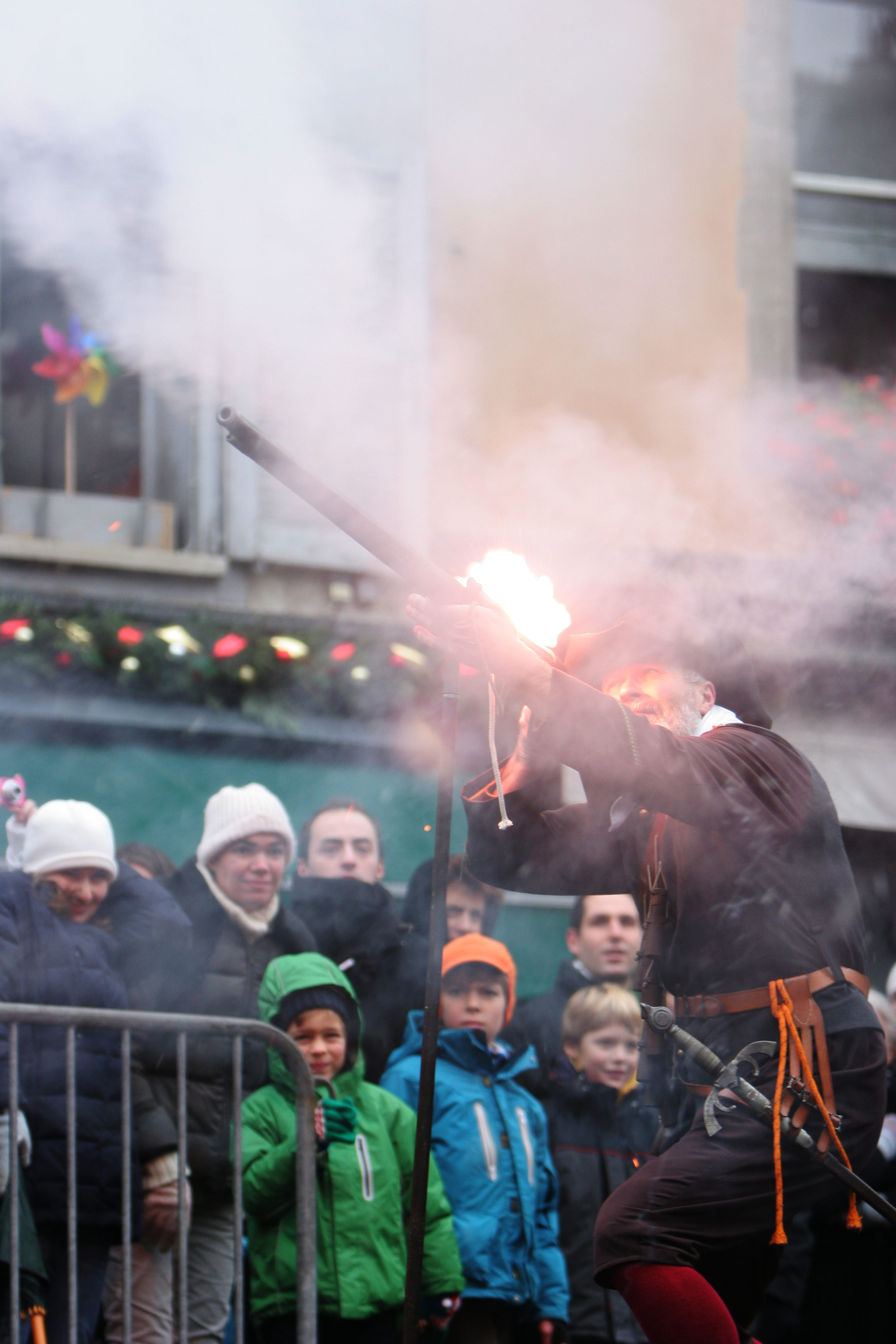
흑색화약은 많은 연기가 발생한다.

아쿼버스는 화승식 메커니즘으로 발사되는데, 초기 아쿼버스의 방아쇠 작동 기작은 쇠뇌의 그것과 매우 유사하다. 개머리판에 평행한 지렛대가 뒷방향으로 부드럽게 굽어 있다. 지렛대를 개머리판을 향해 압축하면, 화승이 물려 있는 용두 아래쪽에 연결되어 있는 멈춤쇠가 눌리게 된다. 그렇게 되면 용두가 아래로 제껴지면서 불붙은 화승을 화문에 들이박게 되고, 화문에 들어 있던 점화약에 불이 붙어 총이 발사된다. 16세기 후반이 되면서 방아쇠 모양이 현대 총기의 그것처럼 점점 짧아지고 개머리판에 수직인 형태로 바뀌었으나, 프랑스의 아쿼버스는 17세기까지 쇠뇌형 방아쇠 스타일을 고수했다.

발사 순서
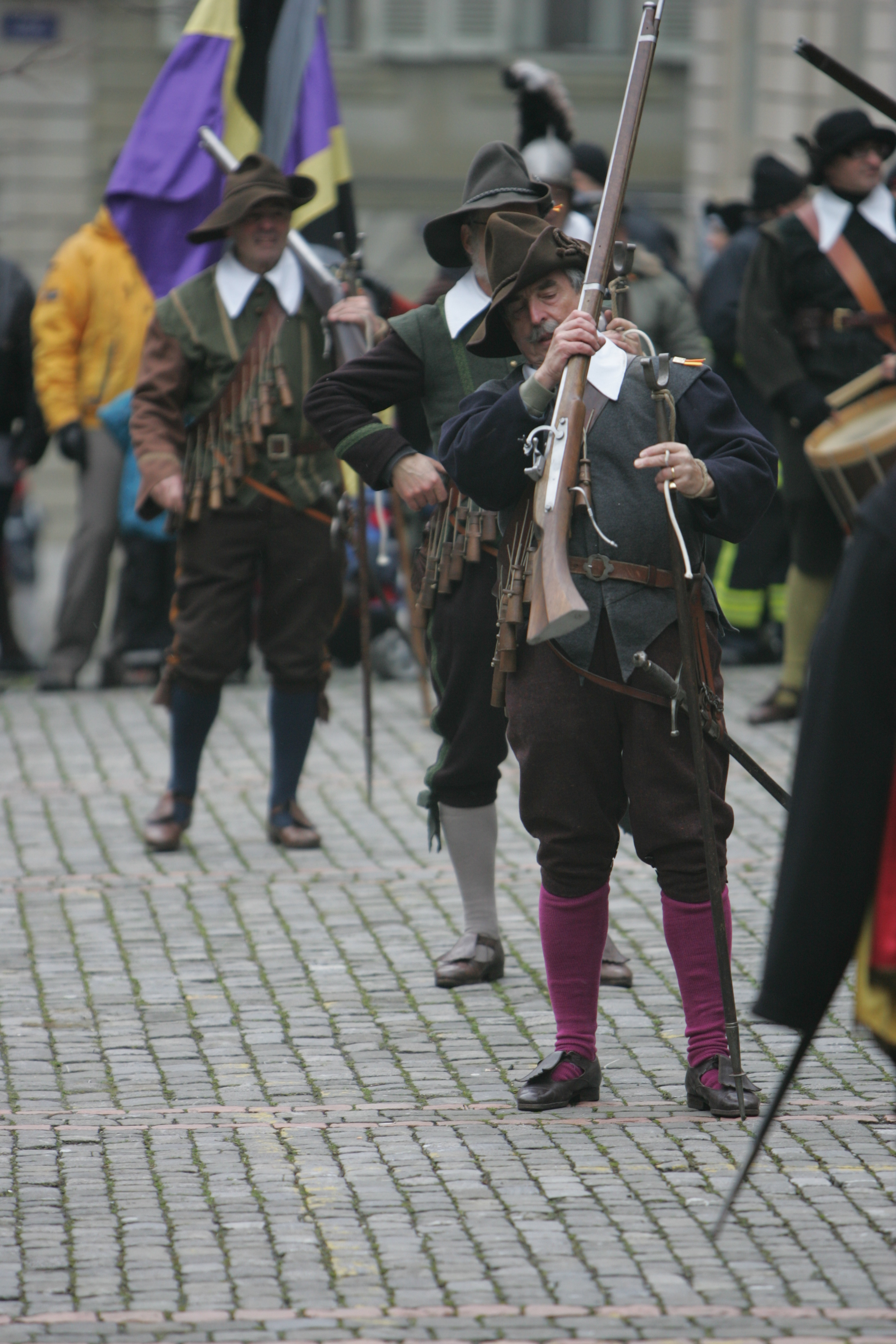
지지 막대에 화기 설치
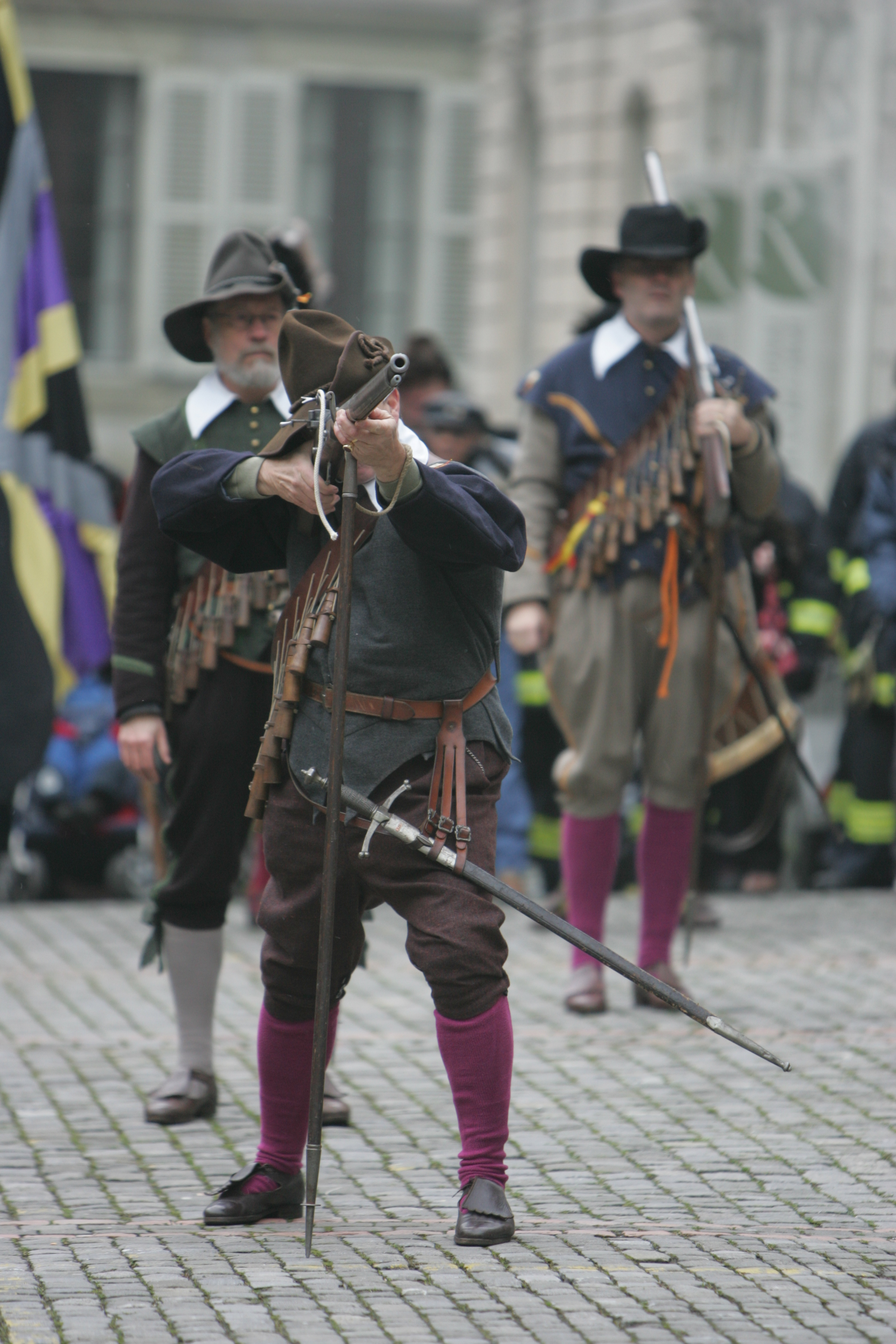
조준 및 방아쇠에 손
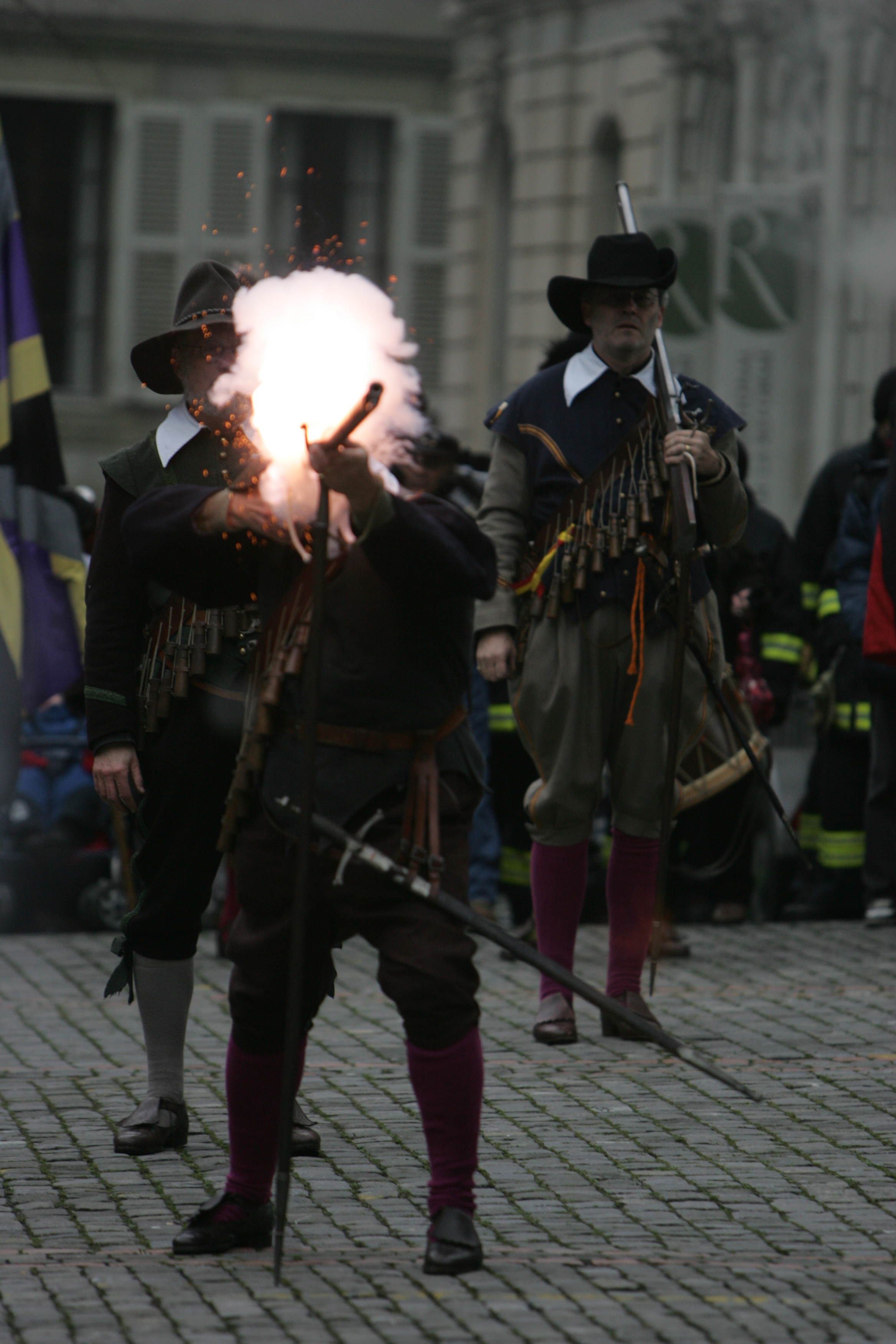
화승이 신관에 점화
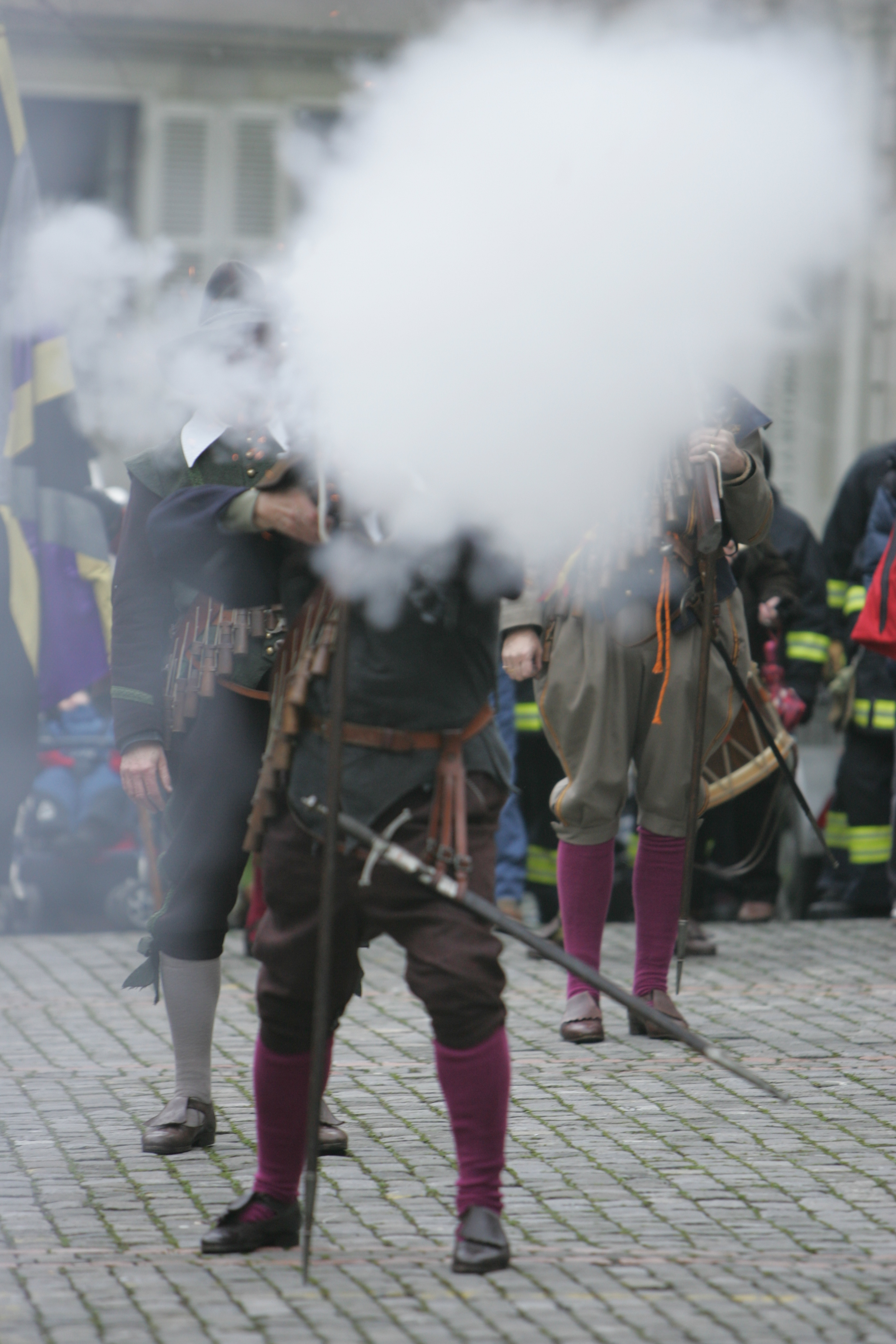
주 추진 화약에 점화, 더 많은 연기 발생. 그 후 발사

## 역사

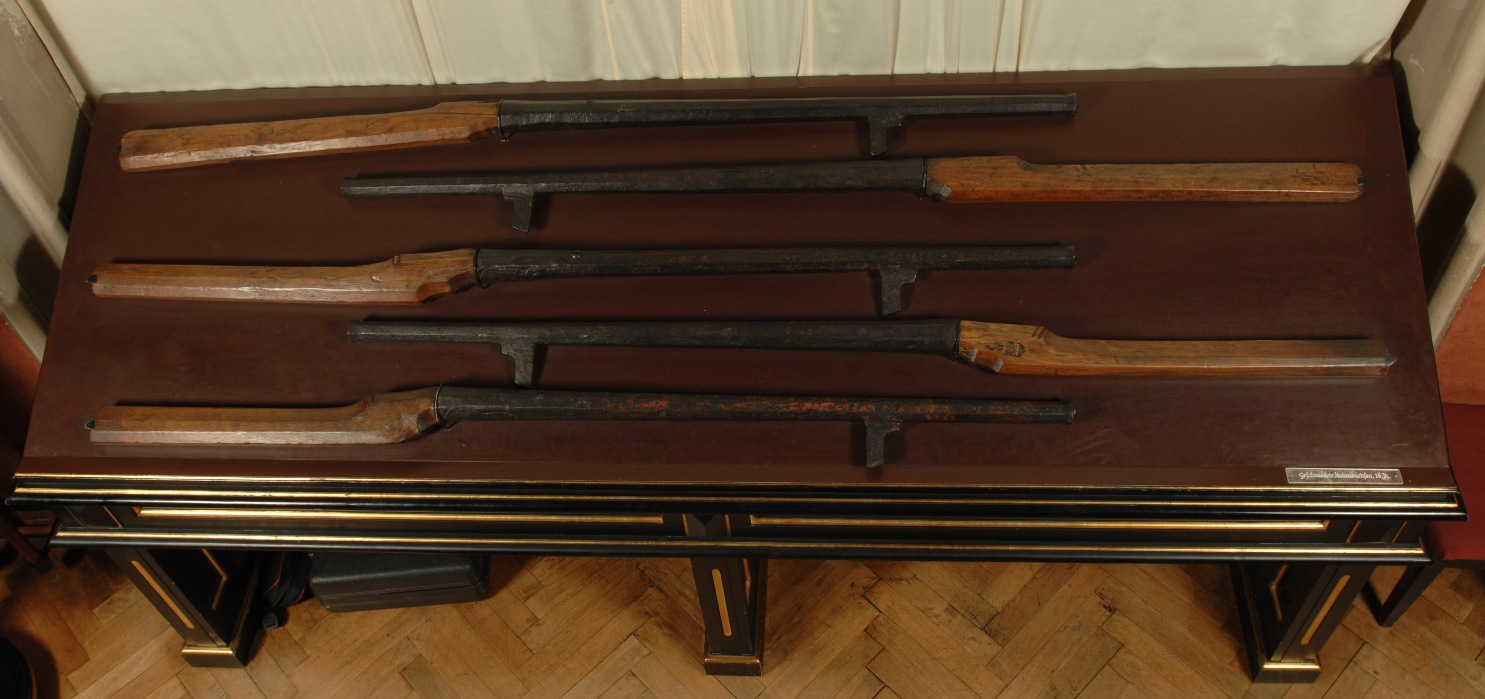
철을 단조해서 만든 하켄부크세(Hakenbüchsen). 방아쇠도, 기계장치도 따로 없는 가장 원시적인 형태의 개인화기.

아쿼버스를 대량으로 사용한 첫 번째 경우는 헝가리 국왕 후냐디 마차시(Hunyadi Mátyás, 재위 1458년 ~ 1490년)가 있다. 그의 헝가리 흑군(Fekete sereg)에는 당시로서 이례적인 비율의 아쿼버스 사수가 배치되었다. 하지만 아쿼버스의 발사 속도가 느렸기 때문에 마차시 국왕은 전쟁터에서 아쿼버스 사수보다 방패수를 선호했다. 원시적 캐넌과 봄바드 역시 종래의 공성무기와 비교해서 비효율적이었기 때문에 마찬가지 취급을 받았다.
창과 총 전술(pike and shot)이 개발되면서 파이크 보병과 혼용된 아쿼버스 사수는 기병에 대해 단발적인 효과를 나타내었으며(그러나 미처 전열을 갖추지 못한체로 기습 당하거나 시야가 트여있지 않은 지형에서는 효과적이지 못했다.), 보병에 대해서도 일부 우위를 나타냈다. 이 전술은 에스파냐 군대에서 처음 개발되었으며, 이 전술을 최초로 실전에 사용한 1503년의 체리뇰라 전투 당시 에스파냐군은 프랑스군에 대해 결정적 승리를 거두었다. 또한 이 전투는 개인화기를 주력으로 하는 군대가 승리를 거둔 첫 번째 전투이기도 했다.
1500년대 초에는 러시아에서도 아쿼버스가 개발되었는데, 들고 쏘는 대포를 축소시킨 형태였다. 러시아의 아쿼버스 사수는 피쉬챠르니키(пищальникиT)라고 불렸는데, 당시 러시아 군대의 필수적인 요소를 담당했다. 러시아의 피쉬챠르니키들은 숙련된 장인이었으며, 농사를 통해 여분 장려급을 조달할 수 있게 허락되었다. 또한 징집병이 아니라 아버지에서 아들로 병역을 물려주는 일종의 직업 군인이었다.
16세기 상반기의 이탈리아 전쟁 때도 아쿼버스가 사용되었다. 대항해시대의 포르투갈과 에스파냐의 정복자들은 이 무기의 사용 범위를 바다 건너까지 확대시켰다. 1520년대에 멕시코를 정복한 에르난 코르테스 휘하의 군인 일부가 아쿼버스를 사용했으며, 바스코 다 가마의 아들 크리스토반 다 가마가 1541년 ~ 1542년 에티오피아 원정 당시의 승리에서도 아쿼버스가 결정적 역할을 했다. 또한 송가이 제국의 붕괴를 촉발시킨 1590년의 톤디비 전투 당시 송가이 제국에 승리한 모로코의 사디 왕조 역시 아쿼버스를 사용했다.
1543년, 규슈 남쪽, 시마즈 가문의 통치를 받고 있던 다네가섬에 사고로 표착한 포르투갈 상인들이 일본에 아르카부스를 전래해 주었다. 이후 1550년까지 포르투갈의 아르카부스를 카피한 종자도총(種子島銃)이 대량으로 생산되었다. 종자도총은 인도 고아의 병기창에서 현지화된 순발식 화승총이 그 원형인 것으로 보인다. 포르투갈 아쿼버스가 전래된 이래 10년 동안 30만 정 이상의 종자도총이 생산된 것으로 보고되어 있다. 결과적으로 종자도총은 일본 군대에서 가장 중요한 무기가 되었다. 오다 노부나가는 사수를 삼열로 배치, 장전과 발사를 분리하는 획기적인 전술로 1575년의 나가시노 전투를 승리로 이끌었다. 종자도총은 도요토미 히데요시의 일본 통일과 1592년 임진왜란과 정유재란의 조선 침략시에 광범위하게 사용되었다.
그러나 1616년 경에 기록된 자료와 전투기록 등을 바탕으로 볼 때 실제 총기의 보급률은 30%를 넘지 못했으며, 경우에 따라서는 보급률이 10%를 넘지 못하는 등 실제 보급된 양은 3만정 정도로 추산된다. 이에 따라 30만정 생산에 대한 기록에 신빙성이 의심되고 있다.

## 같이 보기
- 나팔총
- 종자도총